# Hustenmittel
Hustenmittel nennt man Medikamente, die zur symptomatischen Behandlung von Husten bestimmt sind. Sie wirken
- Hustenreiz-stillend (Antitussiva) oder
- schleimlösend (Expektorantien).

Eine gleichzeitige Behandlung mit Medikamenten aus beiden Gruppen muss vermieden werden, da sich die Medikamente kontraproduktiv zueinander verhalten.
Hustenmittel der Gattung Antitussiva werden bei einem trockenen „unproduktiven“ Husten, dem sog. Reizhusten, verabreicht.
Hustenmittel der Gattung Expektorantien dienen zum Verflüssigen von zähflüssigem Sekret in der Lunge, damit dieses besser abgehustet werden kann.